# Колинец
Колинец (чеш. Kolinec) је насељено мјесто са административним статусом варошице (чеш. městys) у округу Клатови, у Плзењском крају, Чешка Република.

## Становништво
Према подацима о броју становника из 2014. године насеље је имало 1.439 становника.